# Ferdinand Timmermans
Ferdinand Timmermans (* 7. September 1891 in Rotterdam; † 8. Juli 1967) war ein niederländischer Organist und Instrumentenbauer. Er war von 1924 bis 1956 Stadtcarilloneur von Rotterdam.

## Leben
Ferdinand Timmermans war das jüngste von vier Kindern eines Bürokaufmanns. Er wollte zunächst Orgelbauer werden, erlernte den Beruf eines Möbeltischlers und begann eine Ausbildung bei der Orgelbaufirma Standaart, die er jedoch bald abbrach. 
Bereits seit seiner Schulzeit widmete er sich dem Glockenspiel; 1916 wurde er Assistent von Abraham Krul, dem Carilloneur an der Laurenskerk in Rotterdam. 1924 wurde er dessen Nachfolger als Stadtcarilloneur von Rotterdam. Er studierte 1924–1925 an der Glockenspielerschule von Mechelen bei Jef Denijn und Staf Nees und schloss als erster Niederländer dieses Studium mit einem Diplom ab. Er vervollkommnete seine Ausbildung am Rotterdams Conservatorium und leitete dort kurze Zeit eine Glockenspielerklasse.
1927 gewann er bei Glockenspielwettbewerben in Utrecht und Den Bosch den Ersten Preis, 1935 in Zwolle und 1938 in Bergen den Zweiten Preis. In den 1930er Jahren war er auch als Juror bei Wettbewerben aktiv. In den Niederlanden sind annähernd 400 Auftritte Timmermans’ als Carilloneur nachgewiesen. Unter anderem gab er in der sommerlichen Konzertreihe in Rotterdam gewöhnlich fünfzehn Konzerte, in Schiedam spielte er alle acht Sommerkonzerte. Je eine Aufführung gab er auch in Amsterdam und Loughborough in England. Im Auftrag der niederländischen Regierung gab er 1954 in Arlington in den USA ein Konzert auf einem Glockenspiel, das die Niederlande der Stadt gestiftet hatten. Daran schloss sich eine Konzertreise durch die USA und Kanada an.
1956 ging Timmermans als Glockenspieler und als Organist der Arminiuskerk in den Ruhestand. Sein Nachfolger wurde Leen 't Hart. In seinen letzten zehn Lebensjahren litt er an zunehmender Taubheit und wandte sich dem Instrumentenbau zu. Unter anderem baute er ein Spinett und eine Pfeifenorgel. Sein Wissen über das Glockenspiel hielt er in dem Buch Luidklokken en Beiaarden in Nederland fest. Er starb 1967 während eines Urlaubs in Österreich.